# آن باور
آن باور (بالإنجليزية: Ann Power)‏ هي قاضية أيرلندية، ولدت في 23 نوفمبر 1962 في دبلن في جمهورية أيرلندا.